# Calonge de Segarra
Calonge de Segarra település Spanyolországban, Barcelona tartományban. Lakosainak száma 174 fő (2024).

## Földrajza
Calonge de Segarra La Molsosa, Pinós, Sant Pere Sallavinera, Calaf, Pujalt és Castellfollit de Riubregós községekkel határos.

## Népesség
A település lakosságának változását az alábbi diagram mutatja:
| Lakosok száma | 152  | 430  | 469  | 366  | 195  | 200  | 196  | 202  | 188  | 174  |
|               | 1717 | 1887 | 1936 | 1960 | 1986 | 2004 | 2009 | 2014 | 2019 | 2024 |